# Nolcken

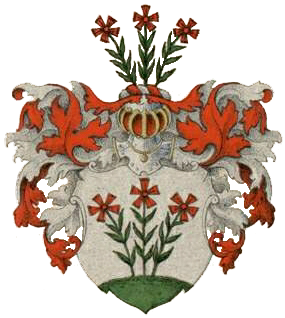
Herb Nolcken

Nolckenowie – ród  niemieckiego pochodzenia - przenieśli się z Rzeszy do państwa krzyżackiego (tj. Estonia) około XIV wieku, w XVI przeszli na luteranizm. Jeden z nich otrzymał od szwedzkiej królowej Krystyny Wazy (1632-1654) tytuł barona. Główne majątki rodzinne znajdowały się na wyspie Ozylia, ale von Nolckenowie posiadali też włości na Łotwie, w Estonii, Szwecji, Finlandii i Kurlandii. Linię szwedzką zapoczątkował Erik Mathias von Nolcken (1694-1755).

## Znani przedstawiciele ze szwedzkiej linii rodu
- Erik Mathias von Nolcken (1694-1755), szwedzki dyplomata, ojciec dwu następnych.
- Gustaf Adam von Nolcken (1733-1813), szwedzki dyplomata.
- Johan Fredrik von Nolcken (1737-1809), szwedzki dyplomata.
- Karl Adam von Nolcken (1811-1857), agronom.

## inne linie rodu
- Krzysztof von Nolcken (zm. ok. 1665), żołnierz w polskiej armii, protoplasta polskiej linii rodziny.
- Aleksander von Nolken (ur. 1879 Przyłuki - zm. 1958 Paryż), generał w armii carskiej.